# Viola Kleiser
Viola Kleiser (ur. 13 listopada 1990 w Wiedniu) – austriacka bobsleistka  i lekkoatletka (sprinterka).

## Lekkoatletyka
Srebrna medalistka (w drużynie) igrzysk europejskich (2015) – indywidualnie była 4. w biegu na 100 metrów oraz trzecia w biegu na 200 metrów i w sztafecie 4 × 100 metrów.
Podczas uniwersjady (2015) odpadła w eliminacjach na 100 metrów i w półfinale na 200 metrów.
Dziewięciokrotna mistrzyni Austrii (bieg na 60 metrów – hala 2015; bieg na 100 metrów – 2014 i 2015; bieg na 200 metrów – hala 2015; sztafeta 4 × 100 metrów – 2009 i 2015; sztafeta 4 × 200 metrów – hala 2009, hala 2010 oraz sztafeta 4 × 400 metrów – 2010).

### Rekordy życiowe
- Bieg na 100 metrów – 11,68 (2014)[4]

## Bobsleje
Występy w bobslejach rozpoczęła w 2012. Wielokrotna uczestniczka zawodów pucharu świata, w parze z Christiną Hengster zajęły 3. miejsce w zawodach pucharze Europy (2014) oraz 9. lokatę podczas mistrzostw Europy w tym samym roku.
Na igrzyskach olimpijskich w Soczi (2014) Kleiser brała udział w rywalizacji dwójek kobiet – w parze z Hengster wzięła udział w pierwszych dwóch ślizgach, w dwóch kolejnych zastąpiła ją Alexandra Tüchi. Austriaczki zostały sklasyfikowane na 15. pozycji.